# Minissha Lamba
Minissha Lamba (nacida el 18 de enero de 1983 en Nueva Delhi) es una actriz india que ha actuado en numerosas películas en idioma hindi. Hizo su debut en el 2005 en la película Yahaan. Otras de sus películas notables incluyen Honeymoon Travels Pvt. Ltd. (2007), Bachna Ae Haseeno (2008), Well Done Abba (2009) y Bheja Fry 2 (2011). En 2014, Lamba se convirtió en una de las concursantes del programa de telerrealidad Bigg Boss 8, pero fue eliminada seis semanas después de ingresar en el concurso.

## Carrera
Minisha Lamba nació en el seno de una familia sij de Punjab, hija de Kewal Lamba y Manju Lamba en Nueva Delhi en 1983. Estudió en la escuela Chettinad Vidyashram en Chennai durante un año y luego ingresó a la escuela pública militar en Srinagar, donde completó sus estudios. Se especializó en idioma inglés.
Mientras estudiaba inglés (con mención honorífica) en la Universidad de Delhi le ofrecieron modelar en campañas publicitarias de prestigiosas marcas como LG, Sony, Cadbury, Hajmola, Airtel, Femina's Generation y Sunsilk. Durante una sesión de publicidad para Cadbury, el director de Bollywood Shoojit Sircar se acercó a ella y la contrató para actuar en su película Yahaan (2005). Lamba empezó las sesiones de rodaje de la película Yahaan mientras todavía estaba en la universidad. Ha desempeñado papeles de soporte y roles protagónicos en películas como Corporate, Rocky: The Rebel, Anthony Kaun Hai, Honeymoon Travels Pvt. Ltd., Anamika, Shaurya y Dus Kahaniyaan.
En 2008 actuó en Bachna Ae Haseeno, su mayor éxito hasta el momento. La película fue producida por la compañía cinematográfica Yash Raj Films. El mismo año fue alabada su interpretación en la película Kidnap de Sanjay Gadhvi. Su siguiente papel importante fue en la aclamada película del director Shyam Benegal Well Done Abba (2009). Well Done Abba fue galardonada con el Premio Nacional de Cine a la mejor película de temática social en el año 2009 y la actuación de Minissha encarnando a Muskaan Ali fue muy apreciada por la crítica.
En 2014 participó en la serie de telerrealidad Bigg Boss 8, que es la versión india del reconocido programa de televisión Gran Hermano. Antes de ingresar en la casa, Minissha afirmó en una entrevista: "Es un programa de telerrealidad y el público ama cuando hay más drama, pero no voy a cambiar mi propia personalidad para crear drama ... simplemente así no soy yo. Espero que no tenga que hacer eso. No sé cómo va a ser la situación. No sé cómo voy a reaccionar ante las situaciones internas. No creo que ninguna estrategia vaya a funcionar. Simplemente hay que tratar de ser uno mismo". Fue desalojada de la casa después de 6 semanas de participación en el programa, el 2 de noviembre de 2014, 42 días después de su ingreso. Su último papel en cine hasta la fecha se dio en Double Di Trouble, junto a Dharmendra, Gippy Grewal, Gurpreet Ghuggi, Kulraj Randhawa y Poonam Dhillon.

### Vida personal
Lamba se casó con Ryan Tham el 6 de julio de 2015. Tham es el propietario del club nocturno Juhu y es primo de la actriz de Bollywood Pooja Bedi.

## Filmografía

### Cine
| Año  | Película                    | Rol                    | Notas                       |
| ---- | --------------------------- | ---------------------- | --------------------------- |
| 2005 | Yahaan                      | Adaa                   | Nominada al premio Filmfare |
| 2006 | Corporate                   | Megha Apte             |                             |
| 2006 | Rocky: The Rebel            | Priya                  |                             |
| 2006 | Anthony Kaun Hai            | Jia R.Sharma           |                             |
| 2007 | Honeymoon Travels Pvt. Ltd. | Zara                   |                             |
| 2007 | Dus Kahaniyaan              | Priya                  |                             |
| 2008 | Bachna Ae Haseeno           | Mahi                   |                             |
| 2008 | Kidnap                      | Sonia Raina            |                             |
| 2008 | Shaurya                     | Kaavya Shastri         |                             |
| 2008 | Anamika                     | Jia Rao / Jia Sesodia  |                             |
| 2010 | Well Done Abba              | Muskaan                |                             |
| 2011 | Bheja Fry 2                 | Ranjini                |                             |
| 2011 | Hum Tum Shabana             | Shabana                |                             |
| 2011 | Kontract                    |                        | Película kannada            |
| 2012 | Joker                       | Reportera              |                             |
| 2013 | Zilla Ghaziabad             | Novia de Fauji         |                             |
| 2013 | Heer and Hero               | Maahi                  | Película punjabi            |
| 2013 | Black Currency              | Agente de inteligencia |                             |
| 2014 | Double Di Trouble           | Harleen                | Película punjabi            |